# Nosferatu (2024)
Nosferatu és una pel·lícula de 2024, de terror gòtic txec-nord-americana escrita i dirigida pel cineasta Robert Eggers. La pel·lícula compta amb un elenc principal que inclou Nicholas Hoult, Lily-Rose Depp, Willem Dafoe i Bill Skarsgård com el vampir titular.
Focus Features ha programat l'estrena en cinemes de la pel·lícula per al 25 de desembre de 2024.
Nosferatu explica la història d'obsessió entre una noia, Ellen Hutter (Depp) i el seu marit, Thomas Hutter (Hoult), i el vampir que l'aguaita, el Comte Orlok (Skarsgård). És la nova versió/reimaginació del llargmetratge expressionista clàssic mut Nosferatu, eine Symphonie des Grauens (1922), que alhora és una adaptació de la novel·la Dràcula (1897) del novelista Bram Stoker.
El desenvolupament de la pel·lícula va començar el 2015, després del llançament de The Witch (2015). Eggers va planejar convertir-la en la seva segona pel·lícula, descrivint-la com «un projecte apassionant», però finalment va optar per endarrerir la producció i passar a dirigir The Lighthouse (2019) i The Northman (2022).
Nosferatu es va estrenar a Berlín, Alemanya, el 2 de desembre de 2024, i va ser estrenada el 25 de desembre de 2024 per Focus Features als Estats Units i Universal Pictures a nivell internacional. La pel·lícula va rebre elogis de la crítica, amb elogis per la direcció, cinematografia, disseny de producció, vestuari, maquillatge i actuacions.

## Argument
| «                      | 'Nosferatu' de Robert Eggers és una història gòtica d'obsessió entre una jove turmentada i l'aterridor vampir enamorat d'ella, causant un horror indescriptible al seu pas. | » |
| — Robert Eggers, 2023. | |   |

La trama de Nosferatu es situa a Wisborg, Alemanya, en 1838 i segueix la història de Thomas Hutter, un agent immobiliari, i la seva recent esposa Ellen.
Thomas accepta l'oferta del seu director Herr Knock, per fer la transacció de compra de la mansió Grunewald de Wisborg, al solitari i excèntric Comte Orlok, un noble que viu a les muntanyes de prop de Bohèmia. Thomas no sap que l'acord és part d'un pacte ocult entre Orlok i Knock, i part de viatge per signar el tracte, en contra dels desitjos d'Ellen, deixant Ellen amb la seva amiga Anna Harding i el seu marit Friedrich.
Anys abans, en la seva joventut, una jove Ellen resa a la recerca de companyia i d'un esperit guardià que alleugi les penes. I mitjançant una connexió psíquica, Orlok és el que satisfà la solitud i el desig d'Ellen.
A Bohèmia, Thomas és rebutjat pels habitants locals per afiliar-se a Orlok, i aquesta nit, els presència profanant el que afirmen que és el cadàver d'un vampir, empalant el pit amb una estaca de ferro.
L'endemà, Thomas se sent atret místicament cap al castell i és rebut per l'amfitrió Orlok. El Comte impacient revisa la paperassa de la compra i li roba el guarda-pèl a Thomas, reconeixent l'olor d'Ellen. En un intent de Thomas de comprendre les experiències sinistres que estava vivint, informa el Comte sobre el que ha passat amb els vilatans locals, i Orlok rebutja amb enuig la seva narrativa, però finalment li revela que és un vampir quan Thomas sagna en tallar-se el polze durant el sopar. I Orlok utilitza els seus poders per contenir i alimentar-se de Thomas.
Orlok manté presoner Thomas al·legant que és un mal presagi intentar anar-se'n en el seu estat debilitat. Finalment, Thomas s'acosta sigil·losament i obre el taüt d'Orlok, revelant que és el monstre assetja Ellen des de la seva joventut. Orlok es desperta d'un salt i ataca Thomas, però Thomas fuig i aconsegueix escapar del castell en saltar des d'una finestra al riu. Els membres d'una església ortodoxa el troben i el cuiden fins a recuperar la salut abans d'afanyar-se a tornar a Wisborg, sabent que Orlok s'hi dirigeix per reclamar la seva nova mansió Grunewald i a Ellen.
Mentre tot això passa, Ellen pateix atacs de somnambulisme i convulsions, que el Dr. Wilhelm Sievers creu que són el resultat de l'excés de sang al cos. A mesura que els episodis empitjoren, Sievers recorre al seu mentor, el científic caigut en desgràcia convertit en ocultista, el professor Albin Eberhart Von Franz, que s'adona que està sota l'encanteri d'Orlok com a resultat d'haver-lo convocat fa anys. Friedrich es mostra escèptic i creu que les malalties són el resultat de l'ansietat per l'absència de Thomas. Ellen profetitza repetidament l'arribada d'Orlok; encara que Von Franz afirma que Orlok es veu obligat a dormir a la terra on va ser enterrat, no s'adona que Orlok ha eludit la limitació en portar caixes de la terra a Wisborg amb ell amb vaixell. L'enfocament d'Orlok porta Knock a una bogeria violenta però joiosa i la seva repetició del mantra d'Ellen alerta Sievers i Von Franz sobre el que està succeint, per la qual cosa Knock és retingut.
Després de setmanes de la seva partida, Thomas torna i es reuneix amb Ellen, a la vegada de l'arribada d'Orlok en una goleta, que porta amb ell una plaga de rates, i amb elles la pesta, a la ciutat de Wisborg. Knock escapa de la custòdia i escolta Orlok a la seva nova mansió.
Orlok se li apareix a Ellen en un somni burlant-se'n dient-li que va enganyar a Thomas perquè signés els papers del divorci. Orlok li adverteix que ha de donar la seva aprovació verbal del divorci d'aquí dues nits més i reafirmar el pacte que va fer quan el va convocar. En cas contrari, purgarà Wisborg, matant la dona i els fills de Friederich per demostrar que no està mentint. Ella i Von Franz descobreixen que Orlok només pot ser derrotat si ella se sacrifica. Von Franz va distreure a Thomas, Friederich i Sievers viatjant a la mansió d'Orlok, aparentment per matar-ho. En realitat, treuen la vida a Knock; Thomas, en adonar-se de l'engany, torna corrent per salvar Ellen. No obstant això, ella accepta el tracte d'Orlok i li permet alimentar-se'n, mantenint-lo ocupat fins a l'alba. Ellen mor al costat d'Orlok, mentre Thomas sosté la seua mà.

## Personatges
| Actor                | Personatge en Nosferatu (2024) |
| -------------------- | ------------------------------ |
| Bill Skarsgård       | Comte Orlok                    |
| Nicholas Hoult       | Thomas Hutter                  |
| Lily-Rose Depp       | Ellen Hutter                   |
| Simon McBurney       | Heer Knock                     |
| Willem Dafoe         | Albin Eberhart Von Franz       |
| Emma Corrin          | Anna Harding                   |
| Aaron Taylor-Johnson | Friedrich Harding              |
| Ralph Ineson         | Dr. Wilhelm Sievers            |

* Nota: El film Nosferatu, eine Symphonie des Grauens de l'any 1922 és una adaptació no autoritzada i no oficial de la novel·la Drácula. Es van canviar els noms dels personatges, inclòs el canvi de nom del Comte Drácula a Conde Orlok, en un intent d'evitar acusacions de violació dels drets d'autor. No obstant això, els intertítulos originals indiquen explícitament que la pel·lícula està basada en la novel·la de Stoker. En aquest film remake de 2024, es mantenen els noms de la pel·lícula de 1922, dels personatges basats en la novel·la.

## Producció

### Antecedents
El juliol de 2015, la productora Studio 8, dirigida per Jeff Robinov, es va fer els drets d'una nova versió del clàssic del cinema mud Nosferatu, eine Symphonie des Grauens. Se suposa que Robert Eggers escriuria el guió i dirigiria la pel·lícula de terror i, després de la pel·lícula THE VVITCH (2015), tornaria a treballar amb els productors Jay Van Hoy i Lars Knudsen. El novembre de 2016, Eggers va expressar la seva sorpresa de la nova versió de Nosferatu fora de la seva segona pel·lícula i va dir: «Se sent lleig, blasfem i egòlatra». «I és repugnant que un cineasta al meu lloc faci Nosferatu a continuació. Realment estava planejant esperar una mica, però així era com es va desencadenar el destí». A l'agost de 2017, Chris Columbus i Eleanor Columbus es van unir al projecte cinematográfico com a productors. Dos anys més tard, el director Eggers va expressar la seva preocupació sobre si l'adaptació cinematogràfica realment era viable. Durant una entrevista amb Den of Geek sobre el llançament de la pel·lícula The Lighthouse el 2019, Robert Eggers va revelar que, tot i que havia dedicat molt de temps a adaptar el guió de la icònica pel·lícula de terror al segle XXI, no sabia que no podia succeir. Finalment va posposar la realització de Nosferatu a favor de la pel·lícula històrica The Northman (2022). Després que Focus Features consiguiera els drets de distribució de la pel·lícula l'any 2022, el director Robert Eggers va declarar Nosferatu com el seu proper projecte cinematogràfic.

### Guió
La pel·lícula és una nova versió/reimaginació del mite de Nosferatu, que segueix a les realitzades per Murnau el 1922 amb guió de Henrik Galeen i per Werner Herzog el 1979. En realitat, Nosferatu va néixer perquè Murnau i els seus productors van decidir fer una pel·lícula sobre Dràcula però sense comptar amb la novel·la de Bram Stoker per no pagar els drets d'autor. Els productors, per tant, van canviar alguns detalls petits per evitar tenir problemes amb els posseïdors dels drets d'autor. La pel·lícula estava basada lliurement en el llibre, però els noms dels personatges es van reanomenar. La versió està ambientada al segle XIX a Alemanya i parteix de la mateixa base que el Dràcula de Stoker. Després de l'estrena de la pel·lícula, es va presentar una demanda contra els productors de Nosferatu que va resultar en una ordre de destrucció de totes les còpies de la pel·lícula, però algunes còpies van sobreviure i van ser restaurades després de la mort de la vídua de Stoker i la consegüent expiració dels drets d'autor.

### Rodatge i llocs de filmació
La fotografia principal va començar el 20 de febrer de 2023 als Barrandov Studios de Praga, capital de la República Txeca, amb Jarin Blaschke com a director de fotografia.
Els llocs més emblemàtics del rodatge de la pel·lícula inclouen, els exteriors del Castell de Hunyad, ubicat a Transsilvània, Romania, l'interior del Castell de Pernštejn a República Txeca, el complex barroc Invalidovna de Praga i el nucli antic i el seu castell local de Rožmitál pod Třemšínem, a República Txeca. Altres llocs de rodatge van incloure Toronto i alguns edificis de la ciutat alemanya de Lübeck, que recreen la ciutat fictia de Wisborg. Destacar que un segle abans, Lubeck ja va servir com a escenari per a la pel·lícula de Nosferatu, eine Symphonie des Grauens. També es filma a bord d'una goleta a mar obert, on Eggers va treballar en condicions climàtiques difícils amb mariners exclusivament russos.
La britànica Louise Ford és l'encarregada de l'edició del muntatge i els efectes especials de la pel·lícula.